# 上野郵便局 (三重県)
上野郵便局（うえのゆうびんきょく）は、三重県伊賀市にある郵便局。民営化前の分類では集配普通郵便局であった。

## 概要
住所：〒518-8799 三重県伊賀市上野丸之内151-3

### 出張所（局外ATM）
民営化後はゆうちょ銀行名古屋支店が管理。
- アピタ伊賀上野店内出張所

## 沿革
- 1872年6月3日（明治5年4月28日） - 上野郵便取扱所として開設[1]。
- 1874年（明治7年）7月 - 上野郵便役所となる。
- 1875年（明治8年）1月1日 - 上野郵便局（三等）となる。翌日より為替取扱を開始。
- 1878年（明治11年） - 貯金取扱を開始。
- 1889年（明治22年）10月16日 - 上野郵便電信局となる。
- 1903年（明治36年）4月1日 - 通信官署官制の施行に伴い上野郵便局となる。
- 1993年（平成5年）2月15日 - 佐那具郵便局（〒519-15→〒518）、丸柱郵便局（〒518-13）から集配業務の一部[2]を移管[3]。
- 1998年（平成10年）2月2日 - 依那古郵便局、古山郵便局からそれぞれ「518-01xx」「518-11xx」区域の集配業務を移管。
- 1998年（平成10年）9月1日 - 外国通貨の両替および旅行小切手の売買に関する業務取扱を開始。
- 2007年（平成19年）10月1日 - 民営化に伴い、併設された郵便事業伊賀上野支店に一部業務を移管。
- 2012年（平成24年）10月1日 - 日本郵便株式会社発足に伴い、郵便事業伊賀上野支店を上野郵便局に統合。
- 2015年（平成27年）2月2日 - 島ヶ原郵便局から「519-17xx」区域の集配業務を移管。

## 取扱内容
- 郵便、印紙、ゆうパック、内容証明
- 貯金、為替、振替、振込、国際送金、外貨両替・トラベラーズチェック、国債、投資信託
- 生命保険、バイク自賠責保険、自動車保険、がん保険、引受条件緩和型医療保険、変額年金保険
- ゆうちょ銀行ATM
- 「518-00xx」「518-01xx」「518-08xx」「518-11xx」「519-17xx」区域（伊賀市（旧上野市域、旧島ヶ原村域））の集配業務
- ゆうゆう窓口

## 風景印
- 図柄は伊賀上野城、俳聖殿、バショウ。局名表記は「三重　上野」
- 使用開始日は2012年10月1日～

## 周辺
- 伊賀市役所
- 上野公園（上野城址・俳聖殿・伊賀忍者屋敷ほか）
- 松尾芭蕉生家

## アクセス
- 伊賀鉄道伊賀線 上野市駅もしくは広小路駅から徒歩約6分
- 三重交通バス、上野コミュニティバス（にんまる） 東丸之内停留所下車すぐ
- 名阪国道 上野東ICから北へ約2km、中瀬ICから西へ約2.5km
- 国道25号沿い
- 駐車場あり：17台